# Phryxe brunnescens
Phryxe brunnescens är en tvåvingeart som först beskrevs av Becker 1909.  Phryxe brunnescens ingår i släktet Phryxe och familjen parasitflugor.
Artens utbredningsområde är Kenya. Inga underarter finns listade i Catalogue of Life.